# 山下正男
山下 正男（やました まさお、1931年7月16日 - ）は、日本の哲学者。京都大学名誉教授。専門は論理と数理の比較思想史。

## 経歴
京都府京都市出身。1953年京都大学文学部哲学科卒。1958年同大学院博士課程満期退学。1965年関西学院大学文学部助教授、1968年京都大学人文科学研究所助教授、1981年教授。1995年定年退官、名誉教授、近畿大学文芸学部教授。

## 著書
- 『新しい哲学――前科学時代の哲学から科学時代の哲学へ』（培風館、1967年）
- 『科学時代をどう生きるか――科学と科学でないもの』（講談社現代新書 1967年）
- 『動物と西欧思想』（中公新書、1974年）
- 『植物と哲学』（中公新書、1977年）
- 『論理学史』（岩波全書、1983年）
- 『論理的に考えること』（岩波ジュニア新書、1985年）
- 『思想としての動物と植物』（八坂書房、1994年）
- 『思想の中の数学的構造』（ちくま学芸文庫、2006年）
- 『図解き 論理的哲学史逍遙──ポルフィリオスの樹にはじまる』(工作舎、2020年)
- 『西欧テモクラシーの哲学的伝統──アリストテレスにはじまる』(工作舎、2023年)

### 翻訳
- シヨルツ（Christopher H. Scholz）『西洋論理学史』（理想社、1960年）
- 『カント全集 第2巻 前批判期論集 第1』（理想社、1965年）
- ウェスリー・C・サモン『論理学』（培風館、哲学の世界、1967年）
- 「パース論文集」（上山春平共訳、『世界の名著 第48』、中央公論社、1968年）
- ウイラード・V・クワイン『論理学の哲学』（培風館、哲学の世界、1972年）
- 『ライプニッツ著作集 10 中国学・地質学・普遍学』（共訳、工作舎、1991年）

## 論文
- CiNii>山下正男